# NGC 3971
NGC 3971 (NGC 3984) é uma galáxia lenticular (S0) localizada na direcção da constelação de Ursa Major. Possui uma declinação de +29° 59' 45" e uma ascensão recta de 11 horas, 55 minutos e 36,3 segundos.
A galáxia NGC 3971 foi descoberta em 3 de Fevereiro de 1788 por William Herschel.